# Reinhard August zu Leiningen-Westerburg-Altleiningen

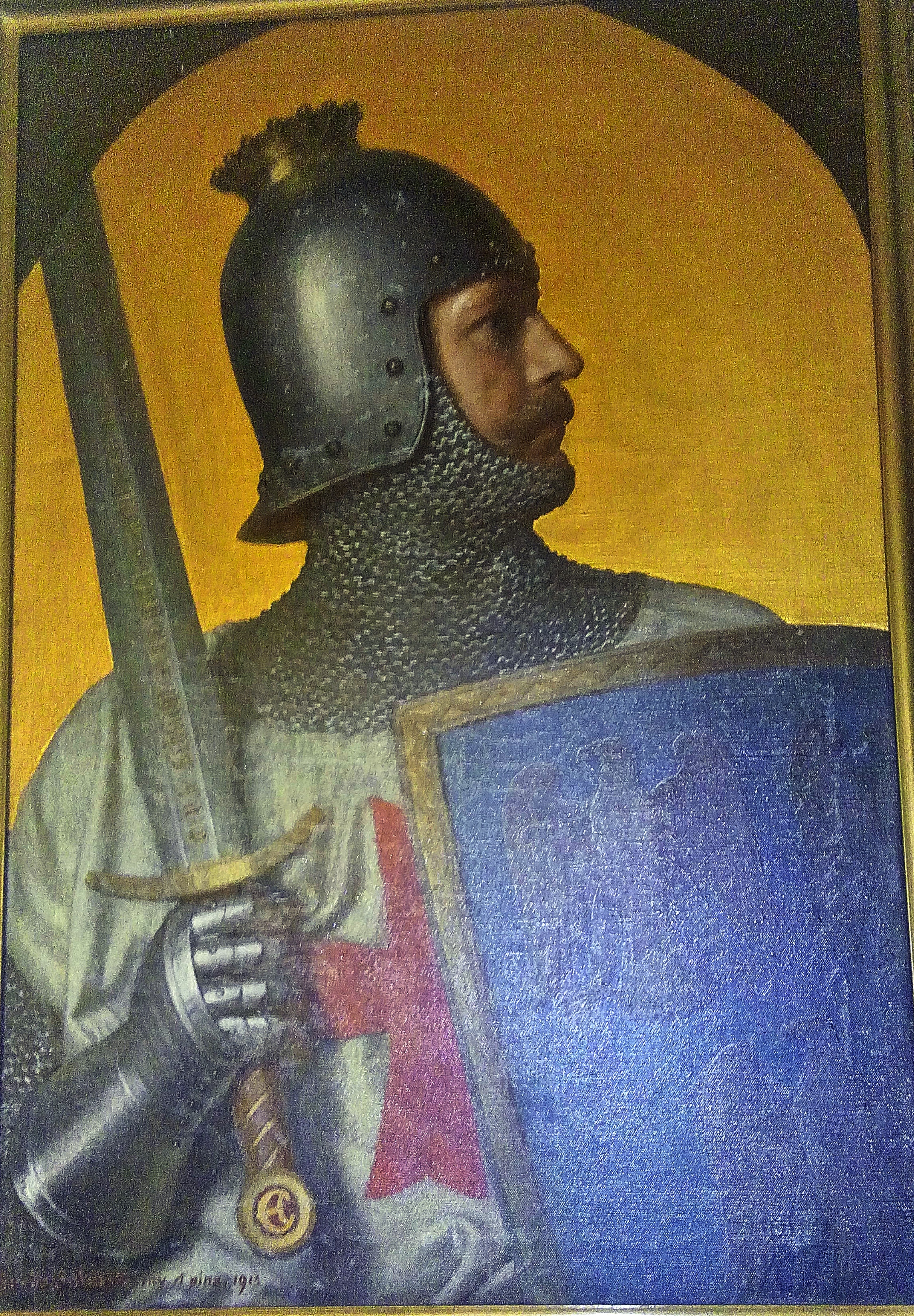
Reinhard August Graf zu Leiningen-Westerburg-Altleiningen, als sein Vorfahre Graf Emich II., gemalt von Guido Philipp Schmitt, 1913

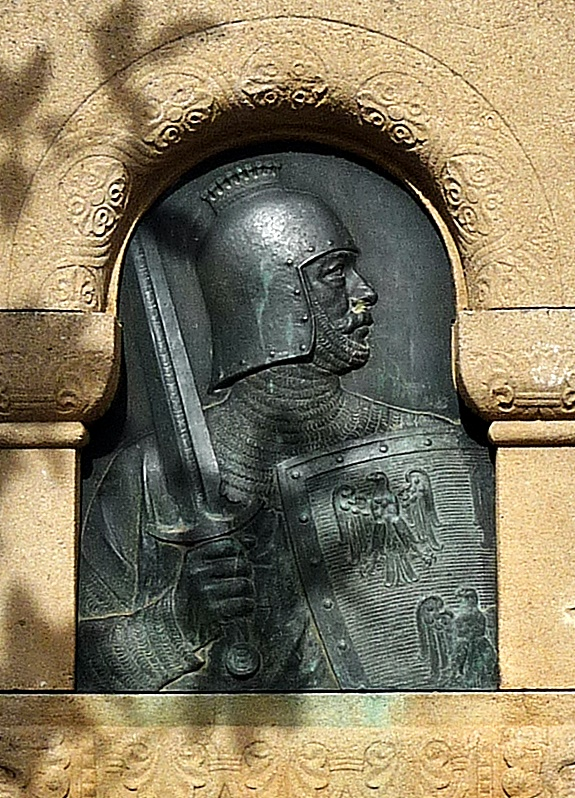
Reinhard August Graf zu Leiningen-Westerburg-Altleiningen, als sein Vorfahre Graf Emich II., Bronzerelief am Röhrbrunnen, Hauptstraße, Grünstadt

Reinhard August Graf zu Leiningen-Westerburg-Altleiningen (* 18. März 1863 in Gorizia (damals Österreich-Ungarn, heute Italien); † 26. Juli 1929 in Garmisch-Partenkirchen) war ein Graf zu Leiningen  und preußischer Offizier.

## Familie
Reinhard August war der Sohn des österreichisch-ungarischen Feldmarschallleutnants Viktor August Graf zu Leiningen-Westerburg-Altleiningen (1821–1880) und seiner Gattin (und Nichte) Marie zu Leiningen-Westerburg (1831–1863), Tochter seines ältesten Bruders Friedrich II. Eduard (1806–1868).

## Leben
Die Mutter starb an den Folgen der Geburt und Reinhard August wurde Soldat, wie der Vater. Er trat in die Preußische Armee ein, nahm aber bereits 1884, als Leutnant im 1. Garde-Dragoner Regiment „Königin von England“, seinen Abschied.
Dann lebte er als Privatier in Österreich und gehörte zum Umfeld des Kronprinzen Rudolf. Am 26. Juli 1885 ehelichte er dessen frühere Geliebte Anna Stefanie geb. Pick, verwitwete Edle von Böhm. Sie war als Mina Pick eine bekannte Schauspielerin am Wiener Grey-Theater gewesen.
Beide erwarben den Gutshof Mayerling und verkauften ihn 1886 an den Kronprinzen, der ihn zu einem Jagdschloss ausbauen ließ, in dem er 1889 seine Geliebte Mary Vetsera und sich selbst erschoss.
Mit dem daraus erlösten Geld erwarben die Eheleute Schloss Harbach bei Klagenfurt, das sie aber schon 1889 an Maria Baronin Mayerhofer von Grünbühel veräußerten, die darin ein Kloster einrichtete.
1895 wurde die Ehe zwischen Graf Reinhard August und Anna Stefanie geb. Pick geschieden; er heiratete 1899 Clara Susanne Marie geb. Volk (1871–1943).
Das Paar übersiedelte Anfang des 20. Jahrhunderts nach Garmisch, wo beide bis zu ihrem Tod lebten. Hier war Reinhard August Graf zu Leiningen-Westerburg-Altleiningen vor allem auch durch sein liebenswürdiges Wesen und seine vornehme Erscheinung recht populär und allgemein beliebt. Er wird als stets freundlich, friedfertig und leutselig geschildert, habe sich eingehend mit der Erforschung seiner Hausgeschichte befasst, eine große Sammlung Leininger Münzen besessen und soll juristisch sowie botanisch sehr gebildet gewesen sein.
Graf Reinhard August ließ sich 1913 von Guido Philipp Schmitt, als seinen Vorfahren Emich II. von Leiningen († vor 1138), Erbauer der Stammburg Altleiningen und Stifter des Hausklosters Höningen, porträtieren. Das Gemälde erhielt die Stadt Grünstadt, frühere Residenz der Grafen von Leiningen-Westerburg, vom Cousin des Malers, dem Unternehmer Carl Leonhard aus Heidelberg, zum Geschenk. Nach ihm gestaltete man kurz danach das Bronzerelief des ebenfalls von Carl Leonhard gestifteten Emich- oder Röhrbrunnens, in der dortigen Hauptstraße, so dass Reinhard August zu Leiningen-Westerburg-Altleiningen bis heute zwei Mal bildlich in der Stadt präsent blieb. Mit ihm erlosch die Familienlinie Leiningen-Westerburg-Altleiningen.
Ein Bruder seines Vaters war Graf Karl August zu Leiningen-Westerburg-Altleiningen (1819–1849), der als ungarischer Freiheitskämpfer gehängt wurde.